# Носовка
Носо́вка (укр. Носі́вка) — город в Нежинском районе Черниговской области Украины, административный центр Носовской городской общины. До 17 июля 2020 года был административным центром Носовского района.

## Географическое положение
Расположен на реке Носовочка.

## История
Древнерусское поселение Носов на Руси упоминается в Ипатьевской летописи под 1147 годом.
В середине XIV века захвачена литовскими феодалами и вошла в состав Киевского княжества, с 1471 года — в Киевское воеводство как один из форпостов Великого княжества Литовского. В XV веке известно под названием Носовое. После Люблинской унии 1569 года — в составе Польши. В начале XVII века принадлежала Киевскому воеводе Адаму Киселю. Жители Носовки активно участвовали в крестьянско-казацком восстании под руководством Павла Павлюка (1637), Якова Остряницы (1638).
С 1648 года Носовка — центр сотни Нежинского полка, с 1667 — Киевского полка. В 1662 и 1679 годах сожжена татарской ордой.
В 1719-м в селе состоялось выступление Носовских казаков против пророссийски настроенной старшины. Казаки выступили против назначения без их согласия на должность сотника ставленника старшины богатого казака Былины. Восставшие казаки уничтожили Универсал гетмана, сломали сотниково знамя. Выступление было подавлено — 30 казаков в кандалах сосланы в Сибирь.
В XVIII веке Носовкой владели графы Кушелевы-Безбородки. С 1735 года Носовка — местечко.
С 1751 — владелицей Носовки стала Наталья Демьяновна Разумовская.
С 1782 года — в составе Нежинского уезда Черниговского наместничества.
В 1866 году в Носовке — 1991 двор, 11 123 жителей, волостное и сельское правление, почтовая станция, винокуренный, сахарный, два кирпичных заводы, училище, происходило три ярмарки в год. Крупнейший землевладелец — граф Мусин-Пушкин, Алексей Иванович; здесь в 1868 году родился его сын, Владимир.
В 1897 году в местечке Носовка Нежинского уезда Черниговской губернии насчитывалось 14 712 жителей. Каменные — Троицкая церковь (1765), Николаевская (1834), Воскресенская (1891), деревянные — Успенская (1796, в начале XX века построена новая) и Преображенская (1877) церкви. Действовали три земские школы, библиотека, медпункт, больница на сахарном заводе.

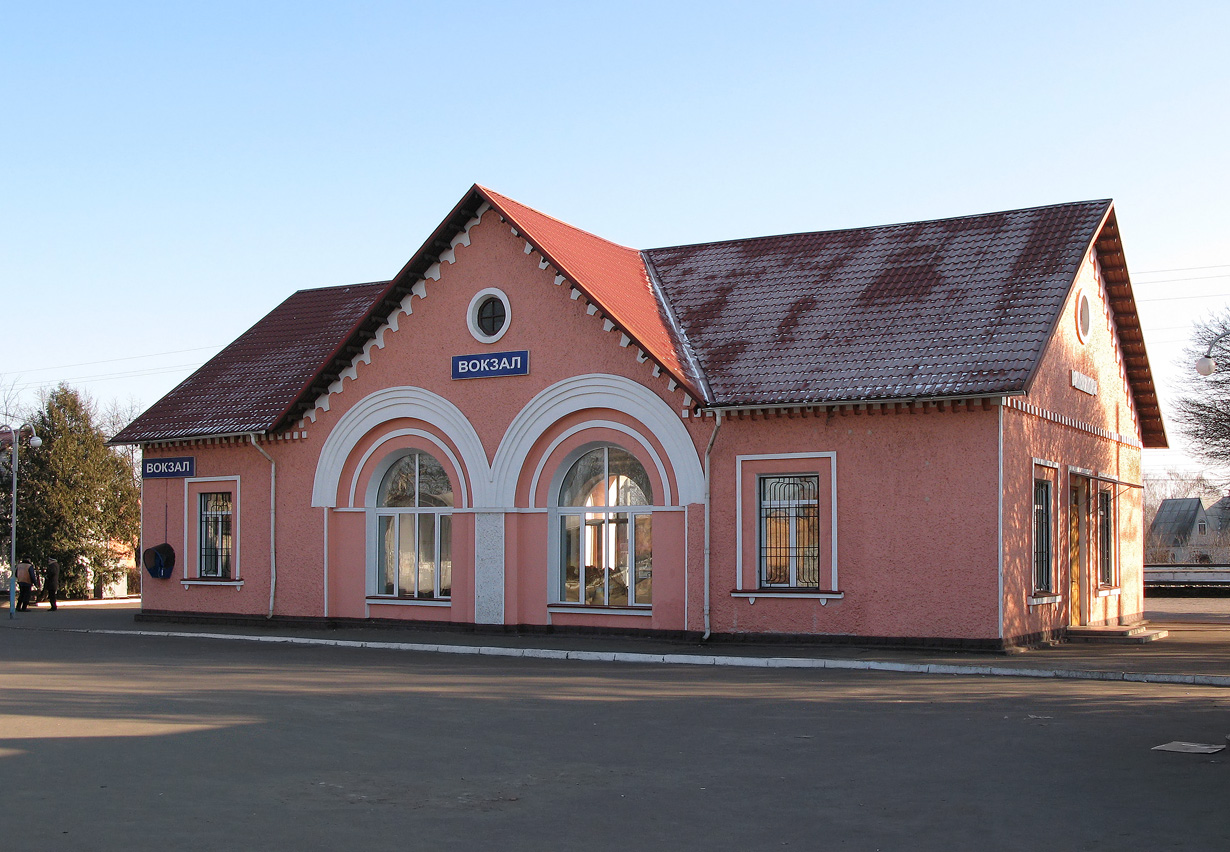
Железнодорожная станция

В ходе Великой Отечественной войны с 14 сентября 1941 года до 15 сентября 1943 года Носовка была оккупирована немецкими войсками.
В 1954 году в селе Носовка действовали сахарный завод, инкубаторная станция, три средние школы, пять семилетних школ, 8 библиотек, Дом культуры, Дом пионеров, два клуба, два кинотеатра и стадион.
С 1960 года Носовка — город районного подчинения. В 1973 году численность населения составляла 20,5 тыс. человек, здесь действовали сахарный комбинат, филиал Нежинского консервного комбината, маслодельный завод, кирпичный завод, мебельная фабрика, несколько других предприятий и историко-краеведческий музей.
В январе 1989 года численность населения составляла 18 257 человек, основой экономики в это время являлись предприятия пищевой (сахарной, маслодельной и консервной) промышленности.

## Население
По состоянию на 1 января 2013 года численность населения составляла 14 077 человек.

### Языковой состав
Родной язык населения по данным переписи 2001 года:
| Язык       | Численность, чел. | Доля     |
| ---------- | ----------------- | -------- |
| Украинский | 15 372            | 97,17 %  |
| Русский    | 339               | 2,14 %   |
| Другие     | 108               | 0,69 %   |
| Итого      | 15 819            | 100,00 % |

## Транспорт
Железнодорожная станция Носовка на линии Киев — Нежин.

## Связь
Услуги Интернет в Носовке предоставляют:
- по технологии (FTTB, FTTH): Юасити (www.uacity.net Архивная копия от 27 февраля 2022 на Wayback Machine)
- по технологии (ADSL): Укртелеком
- по технологии (3G): Интертелеком, Lifecell и Киевстар.

## Достопримечательности
- бюст Тараса Шевченко перед зданием железнодорожной станции, установленный в 1961 году.
- Дом купца Чуприны.

## Известные уроженцы
- Довгаль, Спиридон Никитович (1896—1975) — украинский военный, учёный, литератор, журналист, политический деятель. Председатель правительства УНР в изгнании (1954, 1969—1972), председатель Украинской Национальной Рады (1966—1967, 1972—1975).
- учёный-экономист В. Е. Труш
- драматург И. А. Кочерга
- военачальник С. Н. Руденко
- Генеральный прокурор СССР Р. А. Руденко
- художник С. Ф. Шишко
- путешественник К. Р. Литовка, филантроп и меценат.
- Виктория Спартц — член Палаты представителей США; первая в истории член Конгресса США, рожденная в Украине.

## Галерея

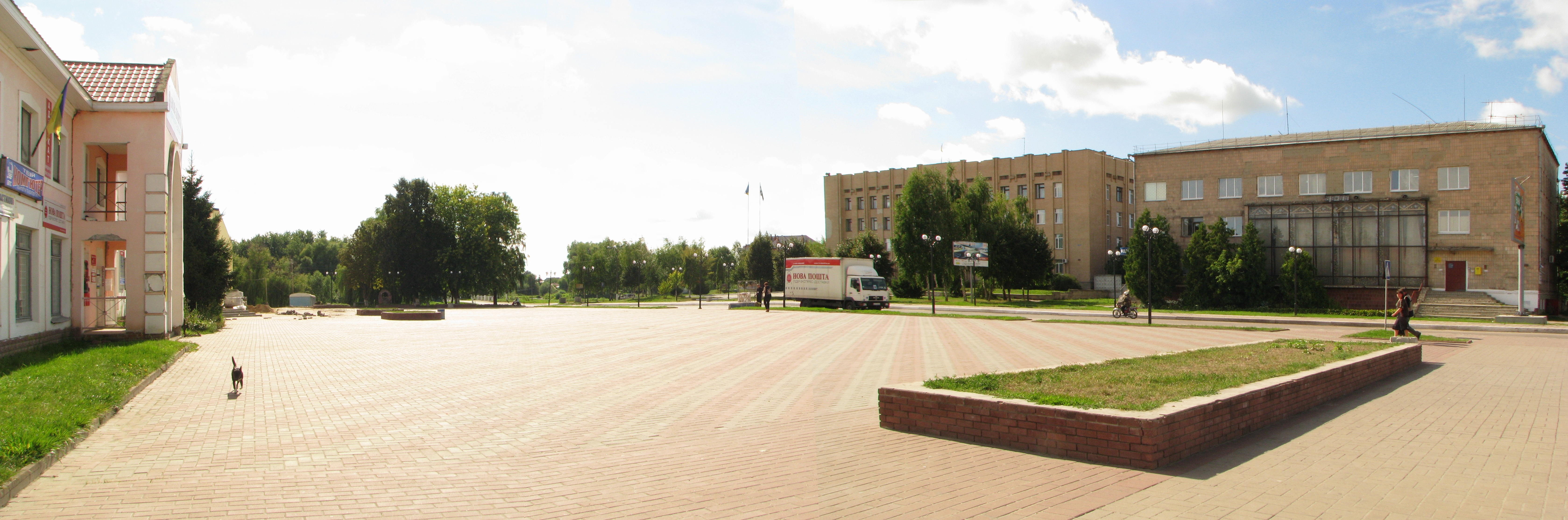
Центральная площадь
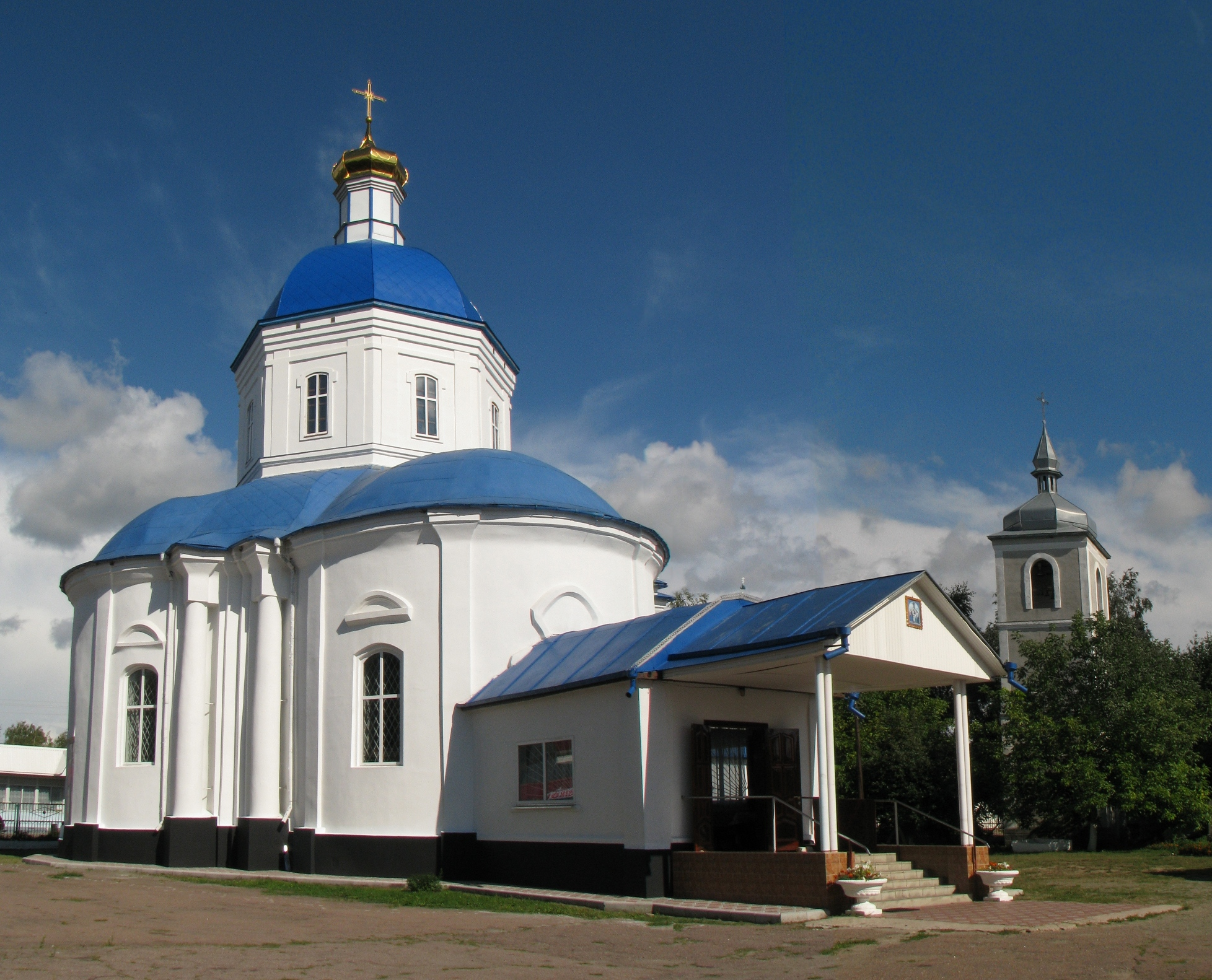
Свято-Троицкий храм (1765)
Элемент воинского мемориала
Элемент воинского мемориала
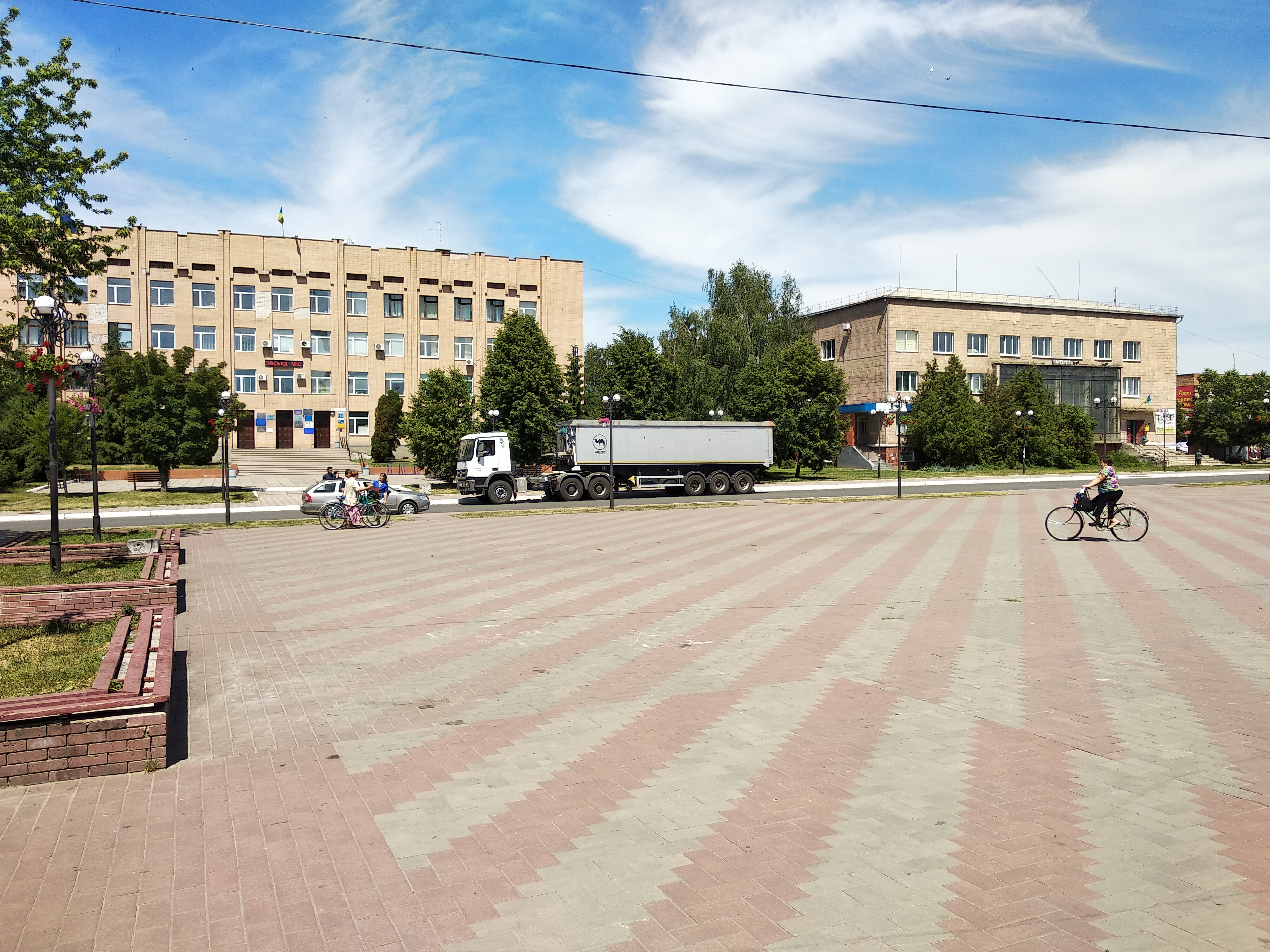
Центр